# 25 funtów izraelskich 1974 Dawid Ben Gurion
25 funtów izraelskich 1974 Dawid Ben Gurion – izraelska moneta kolekcjonerska wybita w 1974 roku w srebrze (stemplem lustrzanym i zwykłym) z okazji pierwszej rocznicy śmierci Dawida Ben Guriona. Moneta wyemitowana przez Bank Izraela. Monety z okresu liry zostały wycofane z obiegu w 1980 roku. Moneta wybita poza izraelskimi seriami monet kolekcjonerskich.

## Opis monety

### Awers
W środku pola monet znajduje się herb Izraela. Nad nim, wzdłuż otoku hebrajski napis „עשרים וחמש לירות ישראליות” (25 funtów izraelskich). Zaraz pod herbem wybito znaki mennic (מ - moneta lustrzana, ✡ - moneta zwykła). Na dole awersu, wzdłuż otoku nazwa państwa w języku angielskim i arabskim (اسرائيل) rozdzielone rokiem podanym wg kalendarza gregoriańskiego i żydowskiego (תשל"ה 1974). Awers z inskrypcjami został zaprojektowany przez Cwiego Narkisa.

### Rewers
W legendzie rewersu znajduje się portret Ben Guriona w okienku. Na dole umieszczono herb Izraela. Po lewej od niego imię i nazwisko premiera w językach angielskim i hebrajskim. Po prawej stronie lata życia wg kalendarza żydowskiego i gregoriańskiego (1886–1973). Profil Ben Guriona został zaprojektowany przez Szwajcara Andre Lassere'a na podstawie zdjęcia wykonanego przez Alfreda Bernheima.

### Pozostałe
Opis:
- Waga: 26 g
- Średnica: 37 mm
- Kruszec: Ag 935
- Rant: ząbkowany (moneta lustrzana) i zwykły (moneta zwykła)
- Stempel: lustrzany i zwykły
- Liczba wybitych sztuk: 64 153 (lustrzana), 99 291 (zwykła)
- Mennica: Swissmint (lustrzana), Drukarnia Rządowa (zwykła)[2]